# ISO 3166-3
ISO 3166-3 és una norma internacional que defineix els codis d'estats o territoris dependents que han esdevingut obsolets a la norma ISO 3166-1 degut a:
- Fusió de codis, com Alemanya Oriental i Occidental.
- Divisió, com Txecoslovàquia en República Txeca i Eslovàquia.
- Modificació substancial del nom, com Birmània ara Myanmar.

Tots els codis ISO 3166-1 alfa-2 retirats des de 1974 s'inclouen a l'ISO 3166-3 afegint-hi dues lletres. La majoria d'aquests codis van ser retirats abans de la introducció dels dominis d'internet. Alguns dels últims codis continuen sent utilitzats a internet, com per exemple YU de Iugoslàvia. Quatre anys després de retirar un codi es pot assignar de nou, com per exemple CS que abans era de Txecoslovàquia i avui és de Sèrbia i Montenegro.
A continuació s'indiquen els codis ISO 3166-3 ordenats per any.
| Any  | Codi  | Nom                                               | Observacions                                                                                            |
| ---- | ----- | ------------------------------------------------- | --- |
| 1975 | SK_IN | Sikkim                                            | Avui inclòs a l'Índia (IN) i reassignat a Eslovàquia.                                                   |
| 1977 | AI_DJ | Territori Francès dels Àfars i dels Isses         | Substituït per DJ (Djibouti) i reassignat a Anguilla.                                                   |
| 1977 | DY_BJ | Dahomey                                           | Substituït per BJ (Benín).                                                                              |
| 1977 | VD_VN | República Democràtica de Vietnam                  | Avui inclòs a Vietnam (VN).                                                                             |
| 1979 | BQ_AQ | Territori Antàrtic Britànic                       | Avui inclòs a l'Antàrtida (AQ).                                                                         |
| 1979 | FQ_HH | Terres Australs i Antàrtiques Franceses           | Avui inclòs en part a AQ i substituït per TF (Terres Australs Franceses).                               |
| 1979 | GE_HH | Illes Gilbert i Ellice                            | Avui separades entre KI (Kiribati) i TV (Tuvalu), i reassignat a Geòrgia.                               |
| 1980 | NH_VU | Noves Hèbrides                                    | Substituït per VU (Vanuatu).                                                                            |
| 1980 | PZ_PA | Zona del Canal de Panamà                          | Avui inclòs a Panamà (PA).                                                                              |
| 1980 | RH_ZW | Rhodèsia                                          | Substituït per ZW (Zimbàbue).                                                                           |
| 1983 | NQ_AQ | Terra de la Reina Maud                            | Avui inclòs a l'Antàrtida (AQ).                                                                         |
| 1984 | CT_KI | Illes Canton i Enderbury                          | Avui inclòs a Kiribati (KI).                                                                            |
| 1984 | HV_BF | Alt Volta                                         | Substituït per BF (Burkina Faso).                                                                       |
| 1986 | JT_UM | Atol Johnston                                     | Avui inclòs a Illes d'Ultramar Menors dels Estats Units (UM).                                           |
| 1986 | MI_UM | Atol Midway                                       | Avui inclòs a UM.                                                                                       |
| 1986 | PC_HH | Territori Fideïcomissari de les illes del Pacífic | Substituït per FM, MH, MP i PW.                                                                         |
| 1986 | PU_UM | Illes Miscel·lànies del Pacífic dels EUA          | Avui inclòs a UM.                                                                                       |
| 1986 | WK_UM | Illa Wake                                         | Avui inclòs a UM.                                                                                       |
| 1989 | BU_MM | Birmània                                          | Substituït per MM (Myanmar).                                                                            |
| 1990 | DD_DE | Alemanya Oriental                                 | Avui inclòs a Alemanya (DE).                                                                            |
| 1990 | YD_YE | Iemen del Sud                                     | Avui inclòs al Iemen (YE).                                                                              |
| 1992 | SU_HH | Unió Soviètica                                    | Substituït per AM, AZ, BY, EE, GE, KG, KZ, LT, LV, MD, RU, TJ, TM, UA i UZ. SU encara s'usa a internet. |
| 1993 | CS_HH | Txecoslovàquia                                    | Substituït per CZ (República Txeca) i SK (Eslovàquia), i reassignat a Sèrbia i Montenegro.              |
| 1993 | NT_HH | Zona Neutral                                      | Avui repartit entre SA (Aràbia Saudita) i IQ (Iraq).                                                    |
| 1997 | FX_FR | França europea                                    | Avui inclòs a FR (França).                                                                              |
| 1997 | ZR_CD | Zaire                                             | Substituït per CD (República Democràtica del Congo).                                                    |
| 2002 | TP_TL | Timor Portuguès                                   | Substituït per TL (Timor-Leste). TP encara s'usa a internet.                                            |
| 2003 | YU_CS | Iugoslàvia                                        | Substituït per CS (Sèrbia i Montenegro. YU encara s'usa a internet.                                     |